# 星の村 (小惑星)
星の村（ほしのむら、3814 Hoshi-no-mura）は、小惑星帯にある小惑星である。
1981年5月、古田俊正が愛知県東海市で発見した。

## 名称
岐阜県各務原市にある知的障碍者のための授産施設の名に由来する。命名は1990年3月になされた。
この施設には、発見者の友人が関わっており、「星の村」という名もアマチュア天文家であるその友人が提案したものである。